# Daniel Röder

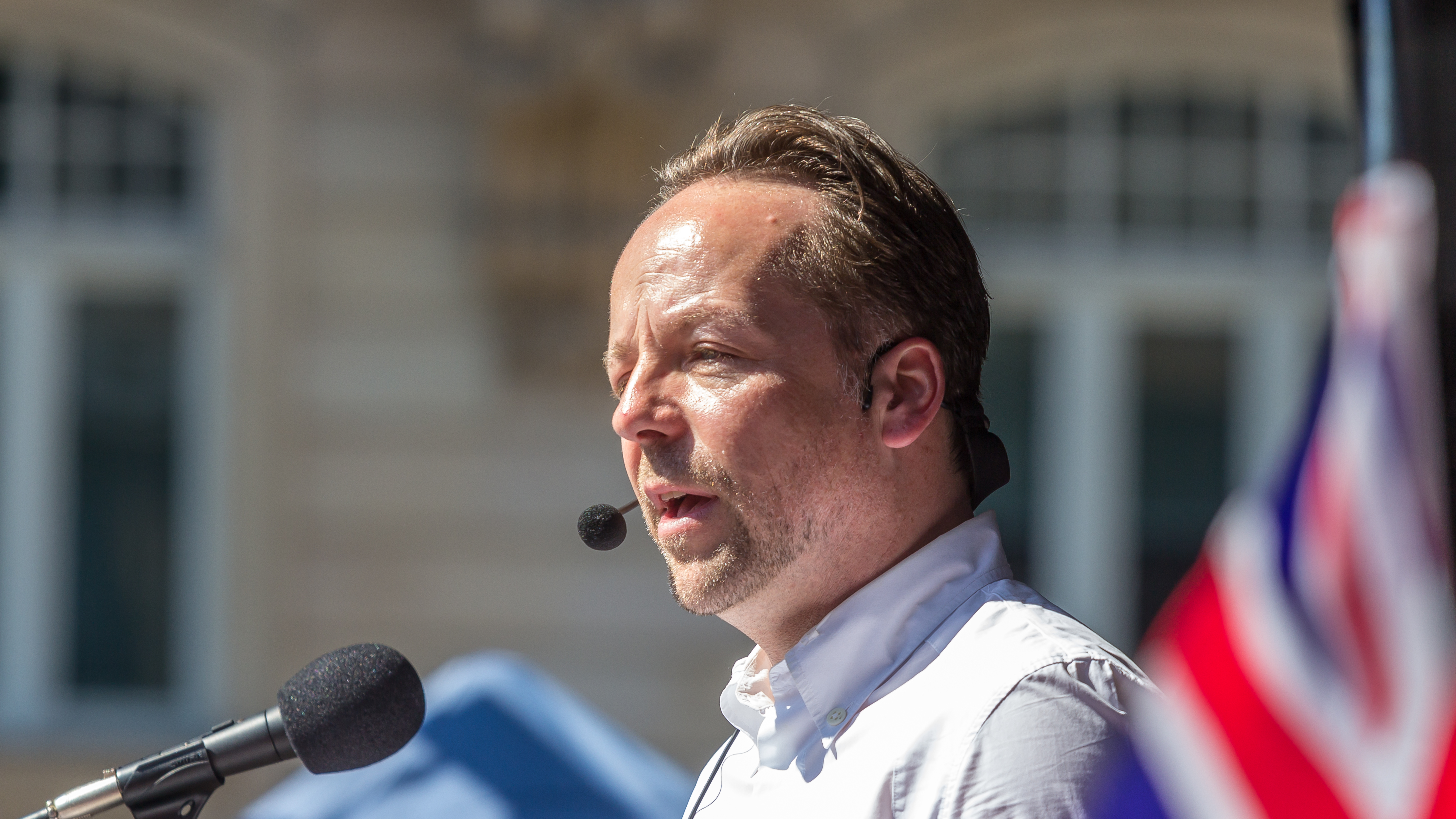
Daniel Röder, Mitbegründer von Pulse of Europe, auf dem Goetheplatz in Frankfurt am Main im April 2017

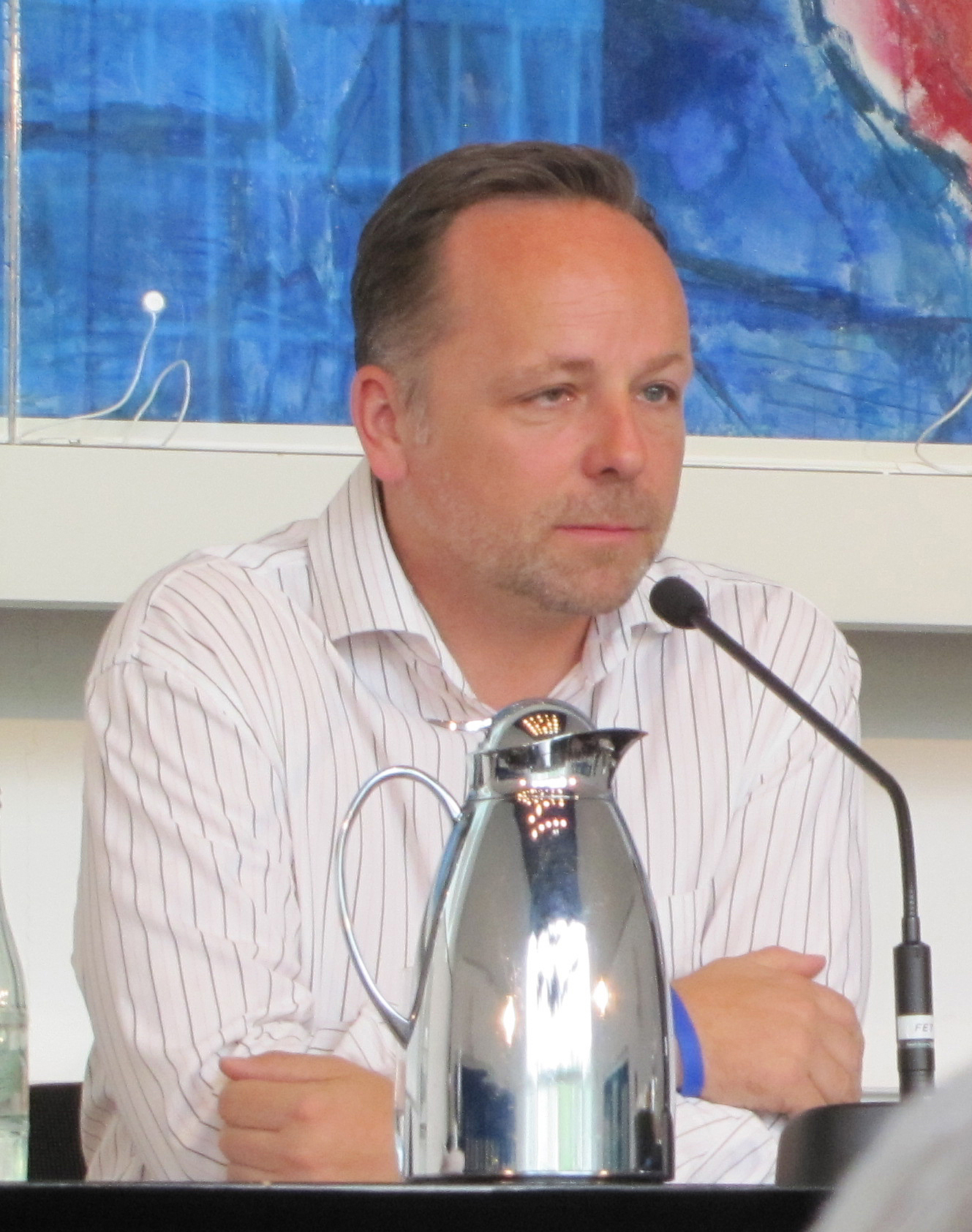
Daniel Röder im Mai 2019 bei den Römerberggesprächen

Daniel Röder (* 1972 in Fulda) ist ein deutscher Jurist. 

## Werdegang und Persönliches
Röder studierte zunächst von 1991 bis 1993 an der Philipps-Universität Marburg sowie anschließend bis 1996 an der Universität Hamburg Jura. Nach seinem ersten Staatsexamen 1996 absolvierte er bis 1998 ein Referendariat am Oberlandesgericht Frankfurt am Main. 1999 legte er das zweite Staatsexamen ab. 2002 wurde er an der Friedrich-Schiller-Universität Jena mit einer Dissertation über die Haftungsfunktion der Grundrechte promoviert. Nach seiner Rechtsanwaltszulassung 2001 war er zunächst bis 2005 bei Freshfields Bruckhaus Deringer mit den Schwerpunkten Gesellschaftsrecht und Mergers & Acquisitions beschäftigt. Im April 2005 gründete Röder gemeinsam mit seinen Freshfields-Kollegen Carsten J. Angersbach und Gunther A. Weiss sowie Andreas von Oppen von Hengeler Mueller die Anwaltssozietät Greenfort in Frankfurt am Main. Greenfort ist spezialisiert auf Private Equity, Wagniskapital, Mergers & Acquisitions und Immobilientransaktionen.
Röder beriet mit seiner Kanzlei zum Beispiel den chinesischen Wolong-Konzern beim Erwerb der ATB-Gruppe von A-Tec Industries, die zum Naspers-Konzern gehörende Tradus beim erfolgreichen Squeeze-out der ricardo.de, Elanders bei der Übernahme der LGI Logistics Group International von Kajo Neukirchen sowie die Shanghai Yiqian Trading Company beim Kauf des Flughafens Frankfurt-Hahn.
Seit 2009 ist Röder Lehrbeauftragter an der Johann Wolfgang Goethe-Universität Frankfurt am Main, von 2016 bis 2018 hatte er auch einen Lehrauftrag an der Justus-Liebig-Universität Gießen. Seit 2013 ist er Richter am hessischen Anwaltsgerichtshof. Daneben ist er Richter am Sportschiedsgericht.
Daniel Röder ist verheiratet mit der Rechtsanwältin und Wirtschaftsmediatorin Sabine Röder.

## Pulse of Europe
2016 war Röder Impulsgeber zur Gründung der Initiative Pulse of Europe. Als Auslöser benennt er das Brexit-Referendum und die Wahl Donald Trumps. Im Zuge dessen war Röder mehrfach Interviewpartner zum Beispiel im Fernsehen beim ZDF-Mittagsmagazin, im BR Fernsehen, bei Phoenix, sowie Gast in Talkshows wie der Phoenix Runde, im Hörfunk z. B. im Deutschlandfunk, hr-info,, Bayern 2, WDR5 KiRaKa, Nordwestradio, u. a. und wurde in zahlreichen Printmedien und anderem wie der bpb, Der Freitag, Huffington Post, u. v. m. befragt.
Im Januar 2018 wurde Röder von der Hessischen Ministerin für Bundes- und Europaangelegenheiten Lucia Puttrich für sein Engagement als „Mensch des Respekts“ ausgezeichnet.
Am 22. Mai 2018 erhielt er (gemeinsam mit seiner Frau) das Bundesverdienstkreuz.

## Publikationen
- Die Haftungsfunktion der Grundrechte. Dissertation. Duncker & Humblot, Berlin 2002, ISBN 3-428-10659-8.
- Das typisch Deutsche – gesucht. beim „Fourth Annual Frankfurt Arbitration Circle (FAC) Symposium“ in Frankfurt am Main. In: SchiedsVZ. (German Arbitration Journal) 2007, S. 266 ff.[8]
- FRoSTA ist für alle da. Praxisfolgen der BGH-Rechtsprechungsänderung insbesondere für anhängige Delisting-Spruchverfahren. In: Betriebs-Berater. 2014, S. 899–907.